# دره خزینه
دره خزینه، در  شهرستان پل‌دختر داستان لرستان ایران است.

## جمعیت
این روستا در دهستان جلوگیر قرار دارد و براساس سرشماری مرکز آمار ایران در سال ۱۳۸۵، جمعیت آن ۶۳ نفر (۱۳خانوار) بوده‌است.